# Michael Clayton
Pour plus de détails, voir Fiche technique et Distribution.
Michael Clayton est un thriller américain écrit et réalisé par Tony Gilroy, sorti en 2007.

## Synopsis
Michael Clayton (George Clooney) est employé dans un gros cabinet d'avocats de New York. Son travail, dans lequel il excelle, est de régler les problèmes matériels des clients du cabinet, quels qu'ils soient, même si la solution passe par des actions illégales. Le cabinet d'avocats s'occupe notamment, depuis six ans, de défendre la société de production d'engrais U-North contre un recours collectif, et cette affaire est gérée au sein du cabinet par Arthur Edens (Tom Wilkinson), éminent avocat ; mais celui-ci craque et se met à vouloir aider les parties adverses. Michael Clayton est alors appelé pour régler le problème.
Ami avec Arthur, il tente d'abord de le raisonner, et insiste pour qu'il reprenne son traitement médicamenteux pour ses troubles mentaux. Karen Crowder (Tilda Swinton), avocate en chef et directrice juridique de U-North, est prête à tout pour éviter qu'Arthur réussisse en révélant l'existence d'un rapport confidentiel compromettant. Craignant que Michael échoue, elle donne l'ordre de tuer Arthur.
Arthur est donc « suicidé » d'une manière telle qu'on croie à une overdose de médicaments. Mais Michael suspecte qu'Arthur a été assassiné. Il découvre également qu'Arthur avait fait réaliser trois mille copies du rapport compromettant. Le patron de Michael lui offre un renouvellement de contrat et 80 000 dollars qu'il avait réclamés pour éponger ses dettes, à la condition qu'il signe un accord de confidentialité.
Tout semble revenu dans l'ordre, mais il échappe par la suite à une tentative d'assassinat : une bombe anéantit sa voiture. Il va alors piéger Karen : il lui dit qu'il sait tout sur la mort d'Arthur, sur la tentative d'assassinat ainsi que sur le rapport confidentiel, et se fait offrir 10 millions de dollars pour son silence. Elle ignore que Michaël a tout enregistré sur le téléphone portable qu'il a dans sa poche. La conversation dans laquelle elle reconnaît avoir commandité le meurtre d'Arthur et que l'engrais est bien responsable de la mort de centaines de personnes est accablante. La police intervient alors et procède à son arrestation.

## Fiche technique
- Réalisation et scénario : Tony Gilroy
- Directeur artistique : Clay Brown
- Chef décorateur : Kevin Thompson
- Créatrice de costumes : Sarah Edwards
- Directeur de la photographie : Robert Elswit
- Montage : John Gilroy
- Musique : James Newton Howard
- Mixage : Michael Barosky
- Directrice du casting : Ellen Chenoweth
- Producteurs : Sydney Pollack, Steve Samuels, Jennifer Fox
- Pays de production : États-Unis
- Langue : anglais
- Format : 2,35:1 CinemaScope
- Durée : 119 minutes
- Date de sortie : 
  - France : 17 octobre 2007

## Distribution
- George Clooney (VF : Samuel Labarthe ; VQ : Daniel Picard) : Michael Clayton
- Tom Wilkinson (VF : Thierry Hancisse ; VQ : Guy Nadon) : Arthur Edens
- Michael O'Keefe (VF : Régis Lang ; VQ : Jacques Lavallée) : Barry Grissom
- Sydney Pollack (VF : Bernard Verley ; VQ : Marc Bellier) : Marty Bach
- Danielle Skraastad : Bridget Klein
- Tilda Swinton (VF : Isabelle Gardien ; VQ : Nathalie Coupal) : Karen Crowder
- Sean Cullen (VF : Serge Faliu ; VQ : Pierre Auger) : Gene Clayton
- Robert Prescott (VF : Georges Claisse ; VQ : James Hyndman) : M. Verne
- Austin Williams (VF : Gwenvin Sommier) : Henry Clayton
- David Zayas : inspecteur Dalberto
- Merritt Wever : Anna
- Denis O'Hare : M. Greer
- Julie White : Mme. Greer

Source et légende : version française (VF) sur RS Doublage

## Box-office
| Pays ou région        | Box-office      | Date d'arrêt du box-office | Nombre de semaines |
| --------------------- | --------------- | -------------------------- | ------------------ |
| États-Unis            | 49 033 882 $    | 20 mars 2008               | 24                 |
| France                | 581 639 entrées | 18 décembre 2007           | 9                  |
| Total hors États-Unis | +043 957 953, $ | 12 octobre 2008            | —                  |
| Total mondial         | +092 991 835, $ | 12 octobre 2008            | —                  |

## Distinctions
Récompenses :
- Oscar de la meilleure actrice dans un second rôle pour Tilda Swinton à la 80e cérémonie des Oscars.
- Prix Edgar-Allan-Poe du meilleur scénario

Nominations :
- Oscar du meilleur film
- Oscar du meilleur réalisateur pour Tony Gilroy
- Oscar du meilleur acteur pour George Clooney
- Oscar du meilleur acteur dans un second rôle pour Tom Wilkinson
- Oscar du meilleur scénario original
- Oscar de la meilleure musique de film pour James Newton Howard